# Copa de Francia de balonmano
La Copa de Francia de Balonmano (en francés: Coupe de France) es un torneo que se fundó en 1956 y que enfrenta a los equipos franceses. Participan los equipos de las siguientes Ligas: División 1, Dvisión 2, Nacional 1, Nacional 2 y Nacional 3

## Palmarés
| Edición                   | Campeón                | Finalista                    | Resultado          | Máximo Goleador                      |
| ------------------------- | ---------------------- | ---------------------------- | ------------------ | ------------------------------------ |
| 1956-1957                 | ASPOM Bordeaux         | AC Boulogne-Billancourt      | 26-18              | -                                    |
| 1957-1975: No se disputó. |                        |                              |                    |                                      |
| 1975-1976                 | Stade Marseillais UC   | Villemomble-Sports           | 16-14              | -                                    |
| 1976-1977: No se disputó. |                        |                              |                    |                                      |
| 1977-1978                 | Stella Saint-Maur      | ES Saint-Martin-d’Hères      | 16-15              | -                                    |
| 1978-1984: No se disputó. |                        |                              |                    |                                      |
| 1984-1985                 | USAM Nîmes             | USM Gagny                    | 23-19              | -                                    |
| 1985-1986                 | USAM Nîmes             | US Ivry Handball             | 24 -19             | -                                    |
| 1986-1987                 | USM Gagny              | US Créteil HB                | 27-20              | -                                    |
| 1987-1988: No se disputó. |                        |                              |                    |                                      |
| 1988-1989                 | US Créteil HB          | USAM Nîmes                   | 13-11              | -                                    |
| 1989-1990                 | Girondins de Bordeaux  | USM Gagny                    | 23-21              | -                                    |
| 1990-1991                 | Vénissieux handball    | Dunkerque HBGL (D2)          | 22-19              | -                                    |
| 1991-1992                 | Vénissieux handball    | OM Vitrolles                 | 24-20              | -                                    |
| 1992-1993                 | OM Vitrolles           | US Créteil HB                | 32-22              | -                                    |
| 1993-1994                 | USAM Nîmes             | Livry-Gargan Handball        | 27-13              | -                                    |
| 1994-1995                 | OM Vitrolles           | SC Sélestat                  | 26-21              | -                                    |
| 1995-1996                 | US Ivry Handball       | OM Vitrolles                 | 30-22              | -                                    |
| 1996-1997                 | US Créteil HB          | US Ivry Handball             | 19-18              | -                                    |
| 1997-1998                 | Spacer's Toulouse      | Montpellier HB               | 27-20              | -                                    |
| 1998-1999                 | Montpellier HB         | Spacer's Toulouse            | 26-21              | -                                    |
| 1999-2000                 | Montpellier HB         | Dunkerque HBGL               | 21-16              | -                                    |
| 2000-2001                 | Montpellier HB         | Paris HB                     | 30-26              | -                                    |
| 2001-2002                 | Montpellier HB         | Chambéry Savoie HB           | 23-22              | -                                    |
| 2002-2003                 | Montpellier HB         | US Créteil HB                | 21-20              | -                                    |
| 2003-2004: No se disputó. |                        |                              |                    |                                      |
| 2004-2005                 | Montpellier HB         | Chambéry Savoie HB           | 31-22              | -                                    |
| 2005-2006                 | Montpellier HB         | US Ivry Handball             | 28-27              | -                                    |
| 2006-2007                 | Paris HB               | Pays d'Aix UCH (D2)          | 28-21              | -                                    |
| 2007-2008                 | Montpellier AHB        | Paris HB                     | 28-26              | -                                    |
| 2008-2009                 | Montpellier AHB        | Chambéry Savoie HB           | 33-25              | -                                    |
| 2009-2010                 | Montpellier AHB        | Tremblay en France HB        | 33-25              | -                                    |
| 2010-2011                 | Dunkerque HBGL         | Chambéry Savoie HB           | 25-25 3:2 penaltis | -                                    |
| 2011-2012                 | Montpellier AHB        | US Ivry Handball             | 29-25              | Mladen Bojinović (10)                |
| 2012-2013                 | Montpellier AHB        | Paris Saint-Germain HB       | 35-28              | Dragan Gajić y William Accambray (6) |
| 2013-2014                 | Paris Saint-Germain HB | Chambéry Savoie Handball     | 31-27              | Kevynn Nyokas (8)                    |
| 2014-2015                 | Paris Saint-Germain HB | HBC Nantes                   | 32-26              | Jeffrey M'Tima (11)                  |
| 2015-2016                 | Montpellier HB         | Paris Saint-Germain Handball | 39-32              | Dragan Gajić (9)                     |
| 2016-2017                 | HBC Nantes             | Montpellier Handball         | 37-32              | Nicolas Tournat y Nicolas Claire (7) |
| 2017-2018                 | Paris Saint-Germain HB | USAM Nîmes                   | 32-26              |                                      |
| 2018-2019                 | Chambéry Savoie HB     | Dunkerque HBGL               | 31-21              | -                                    |
| 2019-2020                 | Sin campeón            |                              |                    |                                      |
| 2020-2021                 | Paris Saint-Germain    | Montpellier Handball         | 30-26              |                                      |
| 2021-2022                 | Paris Saint-Germain    | HBC Nantes                   | 36-31              |                                      |
| 2022-2023                 | HBC Nantes             | Montpellier Handball         | 39-33              |                                      |
| 2023-2024                 | HBC Nantes             | Paris Saint-Germain          | 31-23              |                                      |